# Открытый чемпионат Австралии по теннису 2004
Открытый чемпионат Австралии 2004 — 92-й розыгрыш ежегодного профессионального теннисного турнира серии Большого шлема, проводящегося в австралийском городе Мельбурн на кортах местного спортивного комплекса «Мельбурн Парк». Традиционно выявляются победители соревнования в девяти разрядах: в пяти — у взрослых и четырёх — у старших юниоров.
В 2004 году матчи основных сеток прошли с 19 по 1 февраля. Соревнование традиционно открывало сезон турниров серии в рамках календарного года.
Прошлогодние победители среди взрослых:
- в мужском одиночном разряде —  Андре Агасси
- в женском одиночном разряде —  Серена Уильямс
- в мужском парном разряде —  Микаэль Льодра и  Фабрис Санторо
- в женском парном разряде —  Винус Уильямс и  Серена Уильямс
- в смешанном парном разряде —  Мартина Навратилова и  Леандер Паес

## Соревнования

### Взрослые

#### Мужчины. Одиночный турнир
Роджер Федерер обыграл  Марата Сафина со счётом 7-6(3), 6-4, 6-2.
- Федерер выигрывает 1-й титул в сезоне и 2-й за карьеру на соревнованиях серии.
- Федерер выигрывает 1-й одиночный титул в сезоне и 12-й за карьеру в основном туре ассоциации.
- Сафин сыграл 1-й финал в сезоне и 3-й за карьеру на соревнованиях серии.
- Сафин сыграл 1-й одиночный финал в сезоне и 19-й за карьеру в основном туре ассоциации.

#### Женщины. Одиночный турнир
Жюстин Энен-Арденн обыграла  Ким Клейстерс со счётом 6-3, 4-6, 6-3.
- Энен-Арденн выигрывает 1-й титул в сезоне и 3-й за карьеру на соревнованиях серии.
- Энен-Арденн выигрывает 2-й одиночный титул в сезоне и 16-й за карьеру в основном туре ассоциации.
- Клейстерс уступает 1-й финал в сезоне и 4-й за карьеру на соревнованиях серии.
- Клейстерс сыграла 1-й одиночный финал в сезоне и 33-й за карьеру в основном туре ассоциации.

#### Мужчины. Парный турнир
Микаэль Льодра /  Фабрис Санторо обыграли  Боба Брайана /  Майка Брайана со счётом 7-6(4), 6-3.
- Льодра и Санторо выигрывает 2-й титул подряд в Австралии и за карьеру на соревнованиях серии.
- Льодра выигрывает 1-й парный титул в сезоне и 3-й за карьеру в основном туре ассоциации.
- Санторо выигрывает 2-й парный титул в сезоне и 13-й за карьеру в основном туре ассоциации.

#### Женщины. Парный турнир
Вирхиния Руано Паскуаль /  Паола Суарес обыграли  Светлану Кузнецову /  Елену Лиховцеву со счётом 6-4, 6-3.
- Руано Паскуаль и Суарес выигрывает 1-й совместный титул в сезоне и 5-й за карьеру на соревнованиях серии.
- Руано Паскуаль выигрывает 1-й парный титул в сезоне и 24-й за карьеру в основном туре ассоциации.
- Суарес выигрывает 1-й парный титул в сезоне и 31-й за карьеру в основном туре ассоциации.

#### Микст
Елена Бовина /  Ненад Зимонич обыграли  Мартину Навратилову /  Леандера Паеса со счётом 6-1, 7-6(3).
- Бовина и Зимонич выигрывают дебютный титул на соревнованиях серии в миксте.

### Юниоры

#### Юноши. Одиночный турнир
Гаэль Монфис обыграл  Жосселена Уанна со счётом 6-0, 6-3.

#### Девушки. Одиночный турнир
Шахар Пеер обыграла  Николь Вайдишову со счётом 6-1, 6-4.

#### Юноши. Парный турнир
Скотт Оудсема /  Брэндан Эванс обыграли  Дэвида Галича /  Дэвида Джефлиа со счётом 6-1, 6-1.

#### Девушки. Парный турнир
Сунь Шэннань /  Чжань Юнжань обыграли  Николь Вайдишову /  Веронику Хвойкову со счётом 7-5, 6-3.